# Утессуу
Утессуу (ест. Utessuu), також Утесоо (ест. Utesoo) — село в Естонії, входить до складу волості Риуге, повіту Вирумаа.